# Підгайчики (Зборівська міська громада)
Підга́йчики — село в Україні, у Зборівській міській громаді Тернопільського району Тернопільської області. Розташоване на річці Гнилка, на заході району. Було підпорядковане Ярчовецькій сільській раді (2016). Населення становить 181 особа (2007).

## Історія
Перша писемна згадка — 1598 рік.
1803 та 1834 у Підгайчиках — пошесть холери. Діяли товариства «Просвіта», «Січ», «Луг», «Сільський господар», кооператива.
12 червня 2020 року, відповідно до розпорядження Кабінету Міністрів України № 724-р «Про визначення адміністративних центрів та затвердження територій територіальних громад Тернопільської області» увійшло до складу Зборівської міської громади.
19 липня 2020 року, в результаті адміністративно-територіальної реформи та ліквідації Зборівського району, село увійшло до складу Тернопільського району.

## Пам'ятки
- Церква святого Миколая[3] (1737 перенесена з і с. Тустоголови на Зборівщині; дерев'яна).
- Пам'ятний хрест на згадку про скасування панщини у 1848 році[4].
- Капличка з дерев'яною «фігурою» святого Миколая[4].

## Соціальна сфера
Працює бібліотека.

## Відомі люди
Народилися
- Андрій Бабій (нар. 1978) — кандидат технічних наук;
- Микола Бута (нар. 1916) — громадський діяч;
- Марія Вояковська (1868—1948) — українська вчителька, перекладачка. Дружина Голови Центральної Ради Української Народної Республіки Михайла Грушевського, мати Катерини Грушевської. На цвинтарі біля церкви збереглася могила її батька — о. Сильвестра Вояковського.
- Андрій Яремус (нар. 1977) — майстер спорту України з гирьового спорту.
- Владислав Яроцький (1879–1965) —  — польський живописець, графік, архітектор, педагог, громадський діяч.

## Галерея

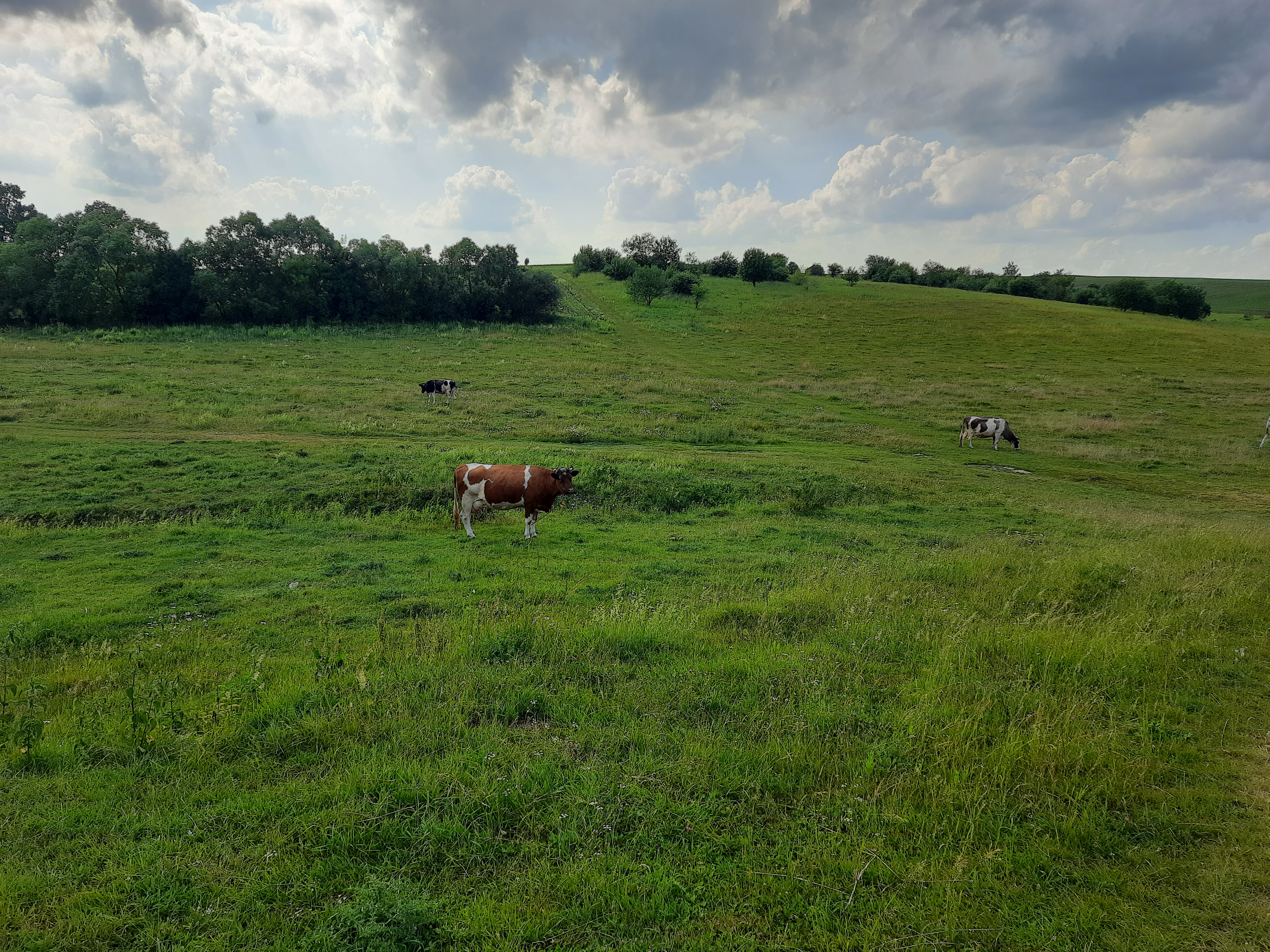
Краєвид біля села
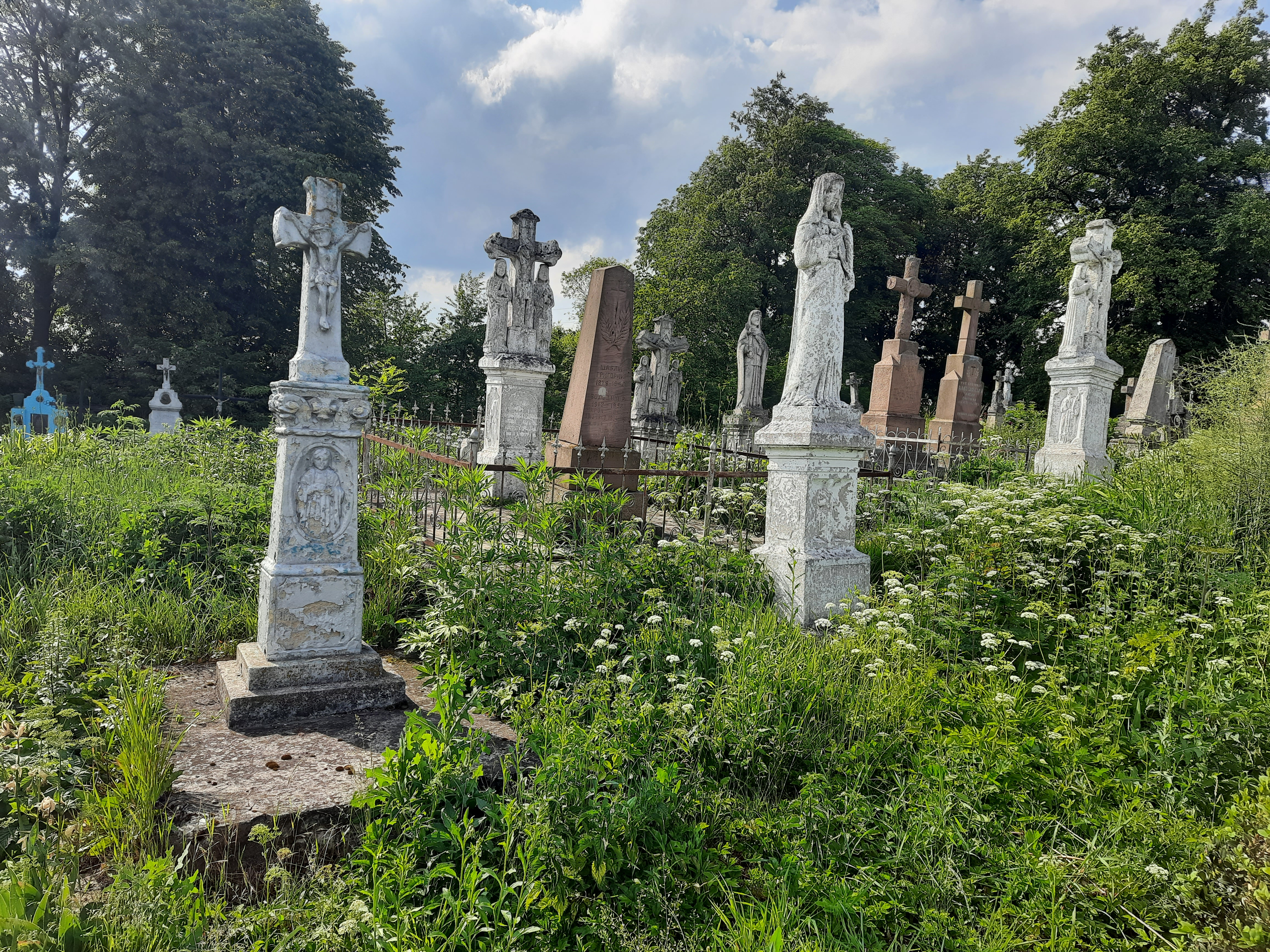
Старий цвинтар